# Playa Hermosa, San Juan del Sur
Playa Hermosa (vacker strand) är en liten badort vid Stillahavskusten i södra Nicaragua. Den ligger i kommunen San Juan del Sur, mellan de närliggande badorterna Playa Remanso och Playa El Coco.

## Aktiviteter

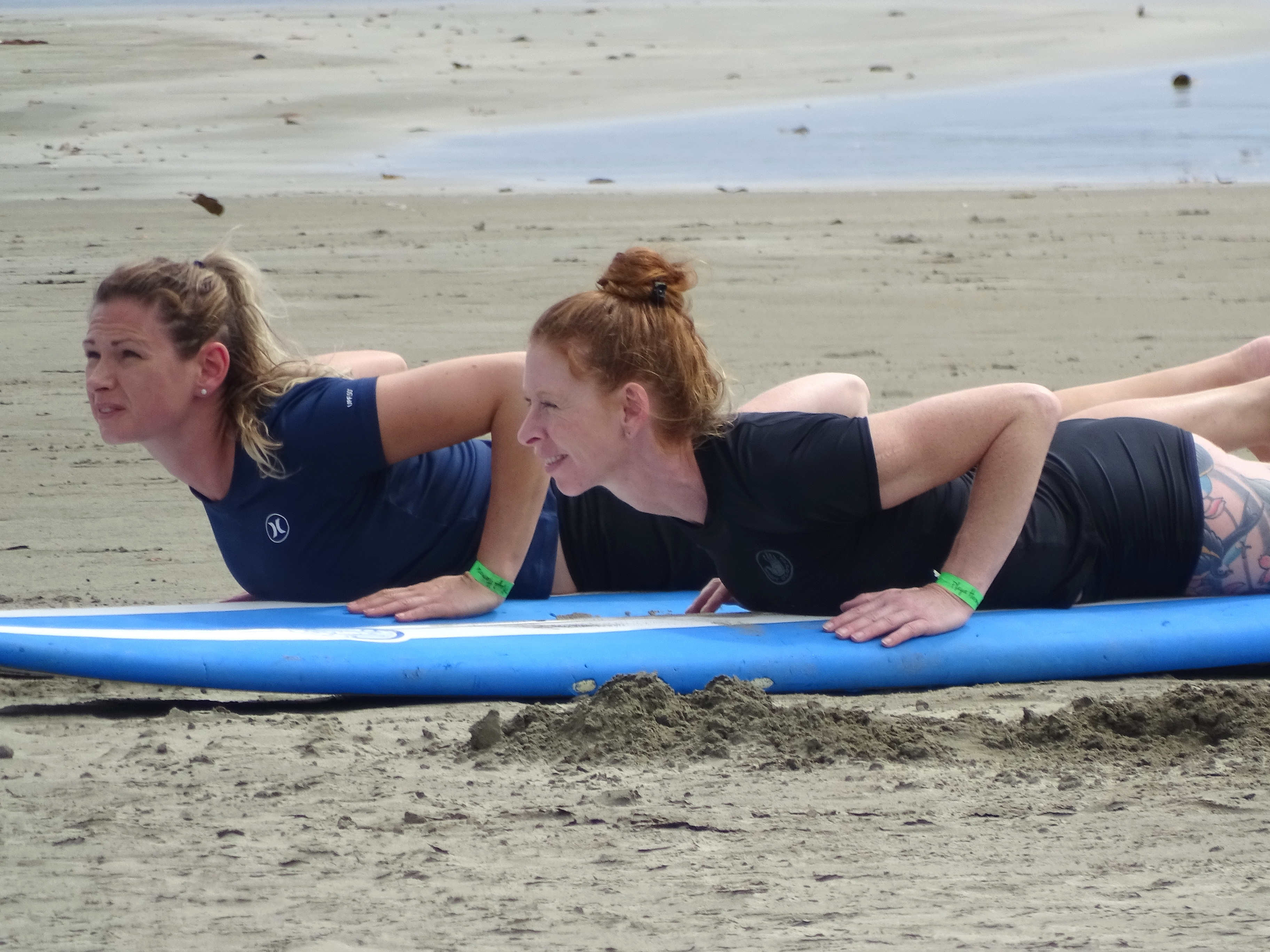
Surfinglektion

Vid stranden finns det utmärkta bad- och surfingmöjligheter. Vågorna lämpar sig bra för surfinglektioner för nybörjare.